# Ёлкин, Сергей Владимирович
Серге́й Влади́мирович Ёлкин (род. 26 мая 1962, Воркута) — российский художник-карикатурист, архитектор. Его работы регулярно публиковались в изданиях «Известия», «Российская газета», The Moscow Times, «Ведомости», «Полит.ру», в агентстве «РИА Новости» и т. д. Участник и призёр международных конкурсов карикатуры.

## Биография
Сергей Владимирович Ёлкин родился 26 мая 1962 года в Воркуте. Ребёнком он учился в специальной школе искусства и научился рисовать с самого раннего возраста.
В 1984 году получил образование архитектора-градостроителя. Участвовал в разработке генеральных планов Воронежа, Белгорода и Старого Оскола. В 1990-е годы работал главным редактором нескольких воронежских газет. С 1999 года стал работать профессиональным карикатуристом.
Его сатира на российскую политику во многом остаётся непревзойдённой среди его российских коллег. Свой карьерный путь мастер описывает как «нетипичный личный путь, неправильный и нехарактерный». Большинство карикатур используют универсальный советский лексикон с хорошо известными намёками и ссылками. Для работы он использует компьютер, и если ранее, рисуя на бумаге, он мог создавать три рисунка в день, то с компьютером может за день сделать семь работ. Объектами карикатур и иллюстраций чаще всего становятся политики, бизнесмены и государственные деятели.
Одна из основных персон, которых рисует Ёлкин, — это президент Путин, таких работ у Ёлкина тысячи. Наиболее узнаваемая черта в рисунках президента — большой нос, которого в реальной жизни у Путина нет. Однако это не мешает зрителям сразу понять, что речь о Путине. По мнению иследовательницы Татьяны Михайловой, это сделано для того, во-первых, чтобы те, кто уже ранее видел работы Ёлкина, сразу узнали президента, а во-вторых, для того, чтобы избежать прямой ассоциации с Путиным. Карикатуры всегда «такие, как Путин», но не точно Путин. В отличие от того, как преподносят Путина российские СМИ (мужественную, мускулистую и сильную фигуру), Ёлкин изображает своего любимого персонажа как мужчину с излишним весом, бесформенным и без убедительного сходства с президентом.
В настоящее время рисует ежедневные политические карикатуры для «Deutsche Welle» и «Радио „Свобода“».
13 апреля 2022 года сообщил, что уехал из России в Болгарию. 15 апреля Минюст РФ внёс Ёлкина в реестр СМИ — «иностранных агентов».

## Критика
Художник Вячеслав Данилов следующим образом охарактеризовал творчество С. Ёлкина: 

Яркий, едкий, точный, острый Ёлкин — главный в стране производитель визуальных мемов о политике. Каждая его миниатюра, нарисованная как будто бы походя, стоит статьи или аналитического доклада. Иной скажет, что его работа — лишь пропаганда. Наверняка он согласится с этим, при условии, что это — пропаганда здорового образа мысли.

## Публикации
- Сергей Ёлкин. Двуглавая Россия. История в картинках. — «Альпина Паблишер», 2014. — ISBN 978-5-9614-4578-7.

## Награды
В 2017 году получил премию имени Герда Буцериуса «Свободная пресса Восточной Европы».

## Видео
- Сергей Ёлкин: Ирония судьбы или с легким Крымом